# Sherman Miles

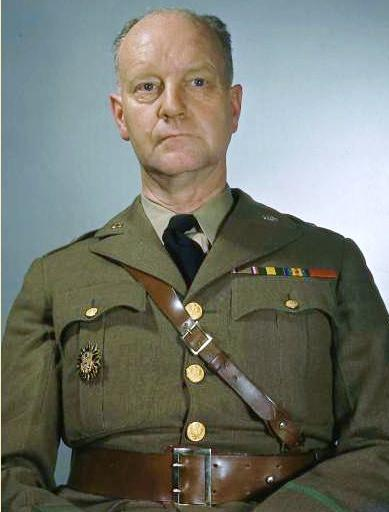
Sherman Miles

Sherman Miles (* 5. Dezember 1882 in Washington, D.C., USA; † 1966 in Boston, USA) war ein US-amerikanischer General und Politiker (Republikanische Partei).

## Leben
Sherman Miles wurde als Sohn von Lieutenant General Nelson Appleton und Mary Sherman Miles geboren. Er besuchte die Militärakademie West Point, wo er 1905 abschloss. Er heiratete am 24. November 1909 Yulee Noble, sie bekamen später zwei Kinder.
1919 leitete er die „Miles-Mission“, die Gebietsstreitigkeiten im Kärntner Abwehrkampf klären sollte. In den 1920er Jahren besuchte Miles das Army War College und die Command and General Staff School. Miles wurde nach West Point zum Offizier befördert, zunächst im Rang eines Second Lieutenant. Er wurde immer weiter befördert, 1942 wurde er schließlich zum Major General ernannt. In der Zeit von 1912 bis 1940 war er bei der Kavallerie, Küsten- und Feldartillerie im Einsatz, einige Male auch beim Generalstab und als Militärattaché in Europa. Er war während des Angriffs der Japaner auf Pearl Harbor am 7. Dezember 1941 Chef der Army Intelligence.
Von 1947 bis 1952 saß er für die Republikanische Partei im Repräsentantenhaus von Massachusetts.
Er starb in Boston und wurde am 12. Oktober 1966 im Familienmausoleum der Miles auf dem Nationalfriedhof Arlington beigesetzt.